# Chimarra inthanonensis
Chimarra inthanonensis är en nattsländeart som beskrevs av Chantaramongkol och Malicky 1989. Chimarra inthanonensis ingår i släktet Chimarra och familjen stengömmenattsländor. Inga underarter finns listade i Catalogue of Life.